# José Antonio Padilla Segura
José Antonio Padilla Segura (12 de marzo de 1922 - 2 de marzo de 2012) fue un ingeniero y político mexicano, egresado del Instituto Politécnico Nacional que ha colaborado en el campo político, académico y en el sector privado.

## Puestos
- Senador de la República por San Luis Potosí de 1985 a 1988
- Miembro de la Primera Asamblea (Constituyente) de Representantes del Distrito Federal
- Secretario de Comunicaciones y Transportes de 1964 a 1970
- Ingeniero en la Secretaría de Recursos Hidráulicos
- Director general del Instituto Politécnico Nacional  de 1963 a 1964
- Primer director general y fundador del Colegio Nacional de Educación Profesional Técnica (Conalep)
- Profesor titular en la Escuela Superior de Ingeniería Mecánica y Eléctrica del Instituto Politécnico Nacional
- Profesor titular en la Facultad de Ingeniería de la Universidad Nacional Autónoma de México
- Vocal ejecutivo del Patronato de Talleres, Laboratorios y equipos del Instituto Politécnico Nacional
- Director general de Altos Hornos de México
- Director de Aeropuertos y Servicios Auxiliares
- Ingeniero jefe en la Compañía de Motores Deutz Oto, S.A.
- Presidente o miembro de los consejos de administración en aproximadamente 20 empresas, entre ellas:
  - Ferrocarriles Nacionales de México
  - Aeronaves de México
  - Tubacero, S. A.
- El cargo que desempeña desde 1985 es de consultor general del grupo CPS.

## Obra realizada o productos destacados
- Diseño e instalación de diversas plantas de bombeo en la ciénega de Chapala, con capacidades desde 3,000 l/s hasta 15,000 l/s
- Subestaciones y líneas de transmisión
- Fundador del CONALEP.
- Instalación de plantas diésel eléctricas.
- Proyecto e instalación de los laboratorios del Instituto Politécnico Nacional en diversas especialidades de ingeniería y de otras disciplinas
- Dirección de los proyectos:
  - Instalación de la Red Federal de Microondas del país
  - Sistema Nacional de radioayudas para la navegación aérea
  - Sistema de Estaciones Radioeléctricas Costeras
  - Construcción de la Estación Terrena de Tulancingo, para enlazar el Sistema de Comunicaciones de México con el de Satélites Geo Estacionarios de Comunicación
  - Proyecto de la Torre Central de Telecomunicaciones y de la Construcción de la misma, así como de las instalaciones requeridas.
  - Dirección del proyecto para construir la Planta Siderúrgica n.º 2 de Altos Hornos de México, con capacidad de 1.5 millones de toneladas por año.
  - Fundador de Aeropuertos y Servicios Auxiliares, ASA.
  - Fundador del Centro de Informática Legislativa del Senado de la República.
  - Fundador del Centro de Información y Documentos de la Asamblea de Representantes del Distrito Federal.

## Membresías y asociaciones técnicas
- Academia de Ingeniería, Miembro Titular y académico de número.
- Asociación de Ingenieros y Arquitectos de México, A.C.
- Asociación Mexicana de Ingenieros Mecánicos y Electricistas.
- Asociación Mexicana de Ingenieros en Comunicaciones Eléctricas y Electrónicas.
- Asociación Franco-Mexicana de Ingenieros y Técnicos.
- Association of Iron an Steel Engineers.
- Sociedad Mexicana de Física.
- Sociedad Mexicana de Geografía y Estadística.
- Miembro de Honor de la Academia Mexicana de Informática.
- Presidente del Consejo del Colegio de Profesionistas en Informática.
- Reconocimientos, premios y distinciones:
  - Premio Nacional de Ingeniería 1973-1974.
  - Orden de las Palmas Académicas de Francia.
  - Doctor honoris causa de la Universidad Autónoma de Yucatán y de la Universidad Autónoma de Sinaloa.[1]
  - Premio Internacional de Ingeniería de la Sociedad de Ingenieros en Manufacturas (The Society of Manufacturing Engineers-Interprofessional Cooperation Award).
  - Miembro Distinguido de la ESIME del Instituto Politécnico Nacional.
  - Diploma ¨Lázaro Cárdenas¨ del Instituto Politécnico Nacional.
  - Premio Nacional de Ingeniería Mecánica, Eléctrica, Electrónica y Ramas Afines 1993.
  - Doctor honoris causa de la Universidad Autónoma de San Luis Potosí.
  - Presea Plan de San Luis otorgada por el H. Congreso de San Luis Potosí.
  - Oficial de la Orden de Palmas Académicas de la República Francesa.
  - Legión de Honor de la República Francesa.
  - Caballero de la Gran Cruz de la Orden al Mérito de la República Italiana.
  - Gran Cruz de Servicios con Estrella y Banda de la República Federal Alemana.
  - Gran Cruz de la Orden Nacional del Crucero del Sur de los Estados Unidos del Brasil.
  - Gran Oficial de la Orden Nacional del Mérito de la República Francesa.
  - Gran Cruz de la Orden del Quetzal de la República de Guatemala.
  - Caballero Comendador de la Orden del Imperio Británico, K.B.E.
  - Gran Cruz de la Orden de la Corona de Bélgica
  - Orden "Polonia Restituta", en el Grado de Cruz de Comendador con Estrella de la República Popular de Polonia.
  - Condecoración de la Orden de Rubén Darío en el Grado de Gran Cruz Placa de Plata de la República de Nicaragua.
  - Condecoración del Gobierno de Yugoslavia.
  - Galardón Nacional Ocho Columnas de Oro 1997.